# Egypt Station
Albums de Paul McCartney
New
(2013) Amoeba Gig
(2019)
Singles
1. I Don't Know / Come On to Me
Sortie : 20 juin 2018
2. Fuh You
Sortie : 15 août 2018
3. Caesar Rock
Sortie : 24 septembre 2018

Egypt Station est le dix-septième album solo de Paul McCartney, sorti en septembre 2018.
Son titre est celui d'un diptyque intitulé Egypt Station et Egypt Station II, peint par McCartney en 1988. La pochette de l'album en est dérivée.
À sa sortie, Egypt Station se classe d'emblée en tête des ventes aux États-Unis, en Allemagne et en Écosse. C'est la première fois que McCartney est no 1 du Billboard 200 depuis Tug of War (1982) et la toute première fois qu'un de ses albums démarre à la première place aux États-Unis.

## Historique
En août 2016, Paul McCartney annonce la préparation de son nouvel album et précise, en mars 2017, qu'il collabore avec le producteur et musicien Greg Kurstin.

## Titres
Toutes les chansons sont écrites et composées par Paul McCartney, sauf Fuh You, coécrite avec Ryan Tedder.
| No  | Titre                                                  | Durée |
| --- | ------------------------------------------------------ | ----- |
| 1.  | Opening Station                                        | 0:42  |
| 2.  | I Don't Know (en)                                      | 4:27  |
| 3.  | Come On to Me (en)                                     | 4:11  |
| 4.  | Happy with You                                         | 3:34  |
| 5.  | Who Cares                                              | 3:13  |
| 6.  | Fuh You                                                | 3:23  |
| 7.  | Confidante                                             | 3:04  |
| 8.  | People Want Peace                                      | 2:59  |
| 9.  | Hand in Hand                                           | 2:35  |
| 10. | Dominoes                                               | 5:02  |
| 11. | Back in Brazil (en)                                    | 3:17  |
| 12. | Do It Now                                              | 3:29  |
| 13. | Caesar Rock                                            | 3:29  |
| 14. | Despite Repeated Warnings                              | 6:57  |
| 15. | Station II                                             | 0:46  |
| 16. | Hunt You Down/Naked/C-Link                             | 6:22  |
| 17. | Get Started (piste bonus de l'édition « Deluxe »)      | 3:41  |
| 18. | Nothing for Free (piste bonus de l'édition « Deluxe ») | 3:15  |

## Personnel

### Musiciens
- Paul McCartney – chant et chœurs (2–14, 16), guitare acoustique (2–5, 7–14, 16), guitare électrique (3, 8, 10, 11, 14, 16), basse (2, 4–8, 10–14, 16), claviers (2–4, 6–14, 16), percussion (2, 3, 8, 10, 11, 13, 14, 16), batterie (2, 8, 10, 12–14, 16), harmonica (3), boucles de ruban (10), coproduction

- Greg Kurstin – production, ingénieur, arrangements, claviers (2, 4, 8, 11, 14), guitare électrique (2, 3), Mellotron (2), percussions (3, 12), chœurs (8), marimba (10), effets sonores (11), vibraphone (16)
- Abe Laboriel Jr. – batterie (3, 5, 11, 13, 14), percussions (4, 12, 16), tack piano (4), chœurs (5, 11, 12, 13, 14, 16)
- Rusty Anderson – guitare électrique (3, 5, 12, 13, 14, 16), guitare acoustique (14), chœurs (5, 12, 13, 14, 16)
- Brian Ray – guitare électrique (3, 5, 13, 14, 16), guitare acoustique (14), basse (3), chœurs (5, 13, 14, 16)
- Paul "Wix" Wickens – claviers (3, 5, 13, 14)
- Rob Millett – cimbalum (2, 4, 10)
- Pedro Eustache – flûte (4, 9, 11), duduk (11)
- Greg Phillinganes – piano (3)
- Ryan Tedder – chœurs (6), programmation (6), coproduction (6)
- Inara George, Alex Pasco, Matt Tuggle, Collin Kadlec – chœurs (8)
- Tim Loo – violoncelle (3, 16)
- Vanessa Freebairn-Smith – violoncelle (8, 9)
- Jodi Burnett – violoncelle (9)
- Caroline Le'gene, Roy Bennett – chœurs (13)
- Divers musiciens de sessions – orchestration et chœurs (1–4, 6, 11, 12, 14–16)

### Techniciens
- Zach Skelton – programmation (6), coproduction (6)
- Julian Burg – chœurs (8), ingénieur
- Mark "Spike" Stent – mixage
- Michael Freeman, Derek Stockwell - assistants mixage
- Steve Orchard, Mauricio Cersosimo, Al Schmitt, Billy Bush, Rich Rich, Alex Pasco – ingénieurs
- Alan Broadbent, David Campbell, Brandon Michael Collins - arrangeurs du son
- Randy Merrill - mastering

## Classement
| Classement (2018)                         | Meilleure position |
| ----------------------------------------- | ------------------ |
| Allemagne (Media Control AG)              | 1                  |
| Australie (ARIA)                          | 4                  |
| Autriche (Ö3 Austria Top 40)              | 2                  |
| Belgique (Flandre Ultratop)               | 2                  |
| Belgique (Wallonie Ultratop)              | 3                  |
| Canada (Canadian Albums)                  | 3                  |
| Danemark (Tracklisten)                    | 7                  |
| Écosse (Scottish Albums Chart)            | 1                  |
| Espagne (Promusicae)                      | 2                  |
| États-Unis (Billboard 200)                | 1                  |
| France (SNEP Megafusion)                  | 4                  |
| Grèce (Official IFPI Charts)              | 5                  |
| Irlande (IRMA)                            | 7                  |
| Italie (FIMI)                             | 5                  |
| Japon International Albums (Oricon)       | 1                  |
| Norvège (VG-lista)                        | 3                  |
| Pays-Bas (Mega Album Top 100)             | 2                  |
| Portugal (AFP)                            | 8                  |
| Royaume-Uni (UK Albums Chart)             | 3                  |
| Suède (Sverigetopplistan)                 | 4                  |
| Suisse (Schweizer Hitparade)              | 5                  |
| Tchéquie (IFPI)                           | 3                  |
| Monde - Global Album Chart (Mediatraffic) | 2                  |